# 廣川信隆
廣川信隆（日语：／ Hirokawa Nobutaka，1946年3月25日—），日本神經科學家，專長細胞生物學、分子生物學、胚胎學、生物物理學。現任東京大學特聘教授，歐洲分子生物学機構 (EMBO) 外籍會員。日本學士院會員。文化功勞者。
廣川教授於2012年起擔任人類前沿科學計畫（Human Frontier Science Program）的領導人與董事會董事。

## 生平
1946年3月25日，廣川信隆誕生於日本神奈川縣横須賀市，東京大學醫學部畢業。醫學博士（東京大學）。
廣川信隆於1983年自美國返日，在東京大學任教長達二十六年，退休後獲聘為東大名譽教授。學術生涯發表超過200篇論文，其中多篇登上了國際頂級期刊封面，名列諾貝爾生理學或醫學獎的候選人。
他也是許多學術期刊的編輯委員，包括：《科學 (期刊)》、《細胞 (期刊)》 、《Neuron (journal)》 、《Journal of Cell Biology》、《EMBO Journal》。
根據中國北京大學教授饒毅在2013年的介紹，廣川信隆一人在《Journal of Cell Biology》的論文發表量，就超過了全中國細胞生物學家的總和。

## 貢獻
- 馬達蛋白的驅動蛋白研究[1]。
- 1970年代開發了快速冷凍顯微鏡，闡明分子馬達在神經細胞凋亡的作用。現今已發現90種分子馬達以及可抑制癌細胞的分子馬達。[5][6]

## 榮譽
- 1985年 - 昭和60年　瀬藤獎
- 1987年 - 第１回塚原仲晃獎
- 1991年 - 日本醫師會醫學獎
- 1995年 - 上原獎（日语：上原賞）
- 1996年 - 朝日獎
- 1998年 - 武田醫學獎（日语：武田医学賞）
- 1999年 - 日本學士院獎
- 1999年 - 藤原獎（日语：藤原賞）
- 2003年 - 歐洲分子生物学機構 (EMBO) 外籍會員
- 2004年 - 日本學士院會員
- 2005年 - Eduard Buchner Prize
- 2013年 - 文化功勞者
- 2024年 - 文化勳章

## 外部連結
- Hirokawa's Lab, Graduate School of Medicine, University of Tokyo （页面存档备份，存于）